# توافرية

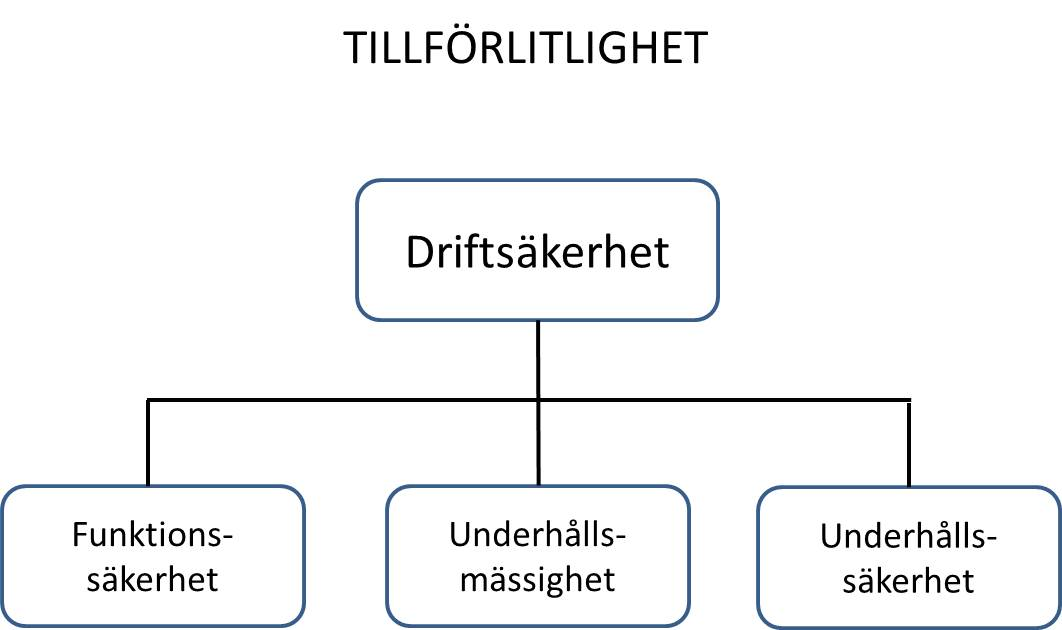

تعرف التوافرية أو الإتاحية أوالانتفاعية (بالإنجليزية: availability)‏ من نظام تقني ما، بحسب نظرية الوثوقية، على أنها احتمال أو مدى تواجد هذا النظام في حالة عمل حسب تعريف معين، إذا ما تم طلبه لإتمام مهمة ما في وقت يحدد عشوائيا. بكلمات أخرى، هي نسبة الوقت الذي يشتغل فيه النظام بشكل طبيعي. رياضيا، يمكن حسابه عن طريق طرح اللاتواجدية من الرقم 1.
كما يمكن التعبير عن التواجدية لوحدة وظيفية ما بأنها تناسب (أ) المجموع الكلي للوقت الذي يمكن فيه استخدام الوحدة وظيفية في فترة زمنية معينة مع (ب) طول هذه الفترة.
على سبيل المثال، إذا تمكنت وحدة وظيفية من العمل لمدة 100 ساعة في الأسبوع (168 ساعة) فإن تواجدية هذه الوحدة سوف تكون 100\168. بشكل عام، تحدد قيم التواجدية بالخانات العشرية (مثل 0.9998). في التطبيقات ذات التواجدية العالية تستخدم وحدة قياس اسمها التسعات. و هي عبارة عن عدد التسعات التي تلي الفاصلة العشرية. فيمكن أن تكون قيمة التواجدية في تطبيق ما خمس تسعات وتساوي 0.99999 (أي تواجدية بنسبة 99.999% من الوقت).

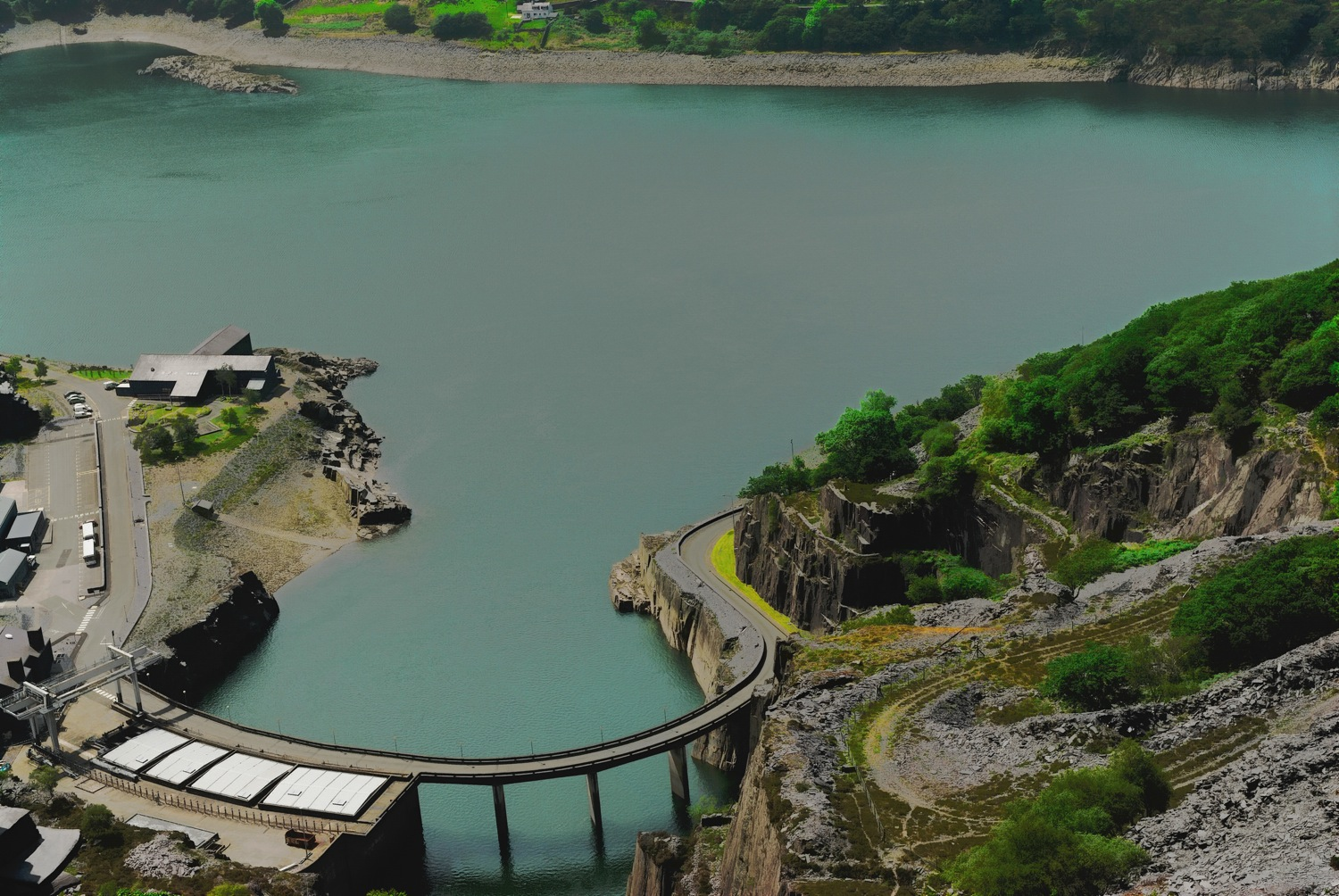
في تقييم أداء محطات الطاقة، معامل التواجدية (بالإنكليزية Availability Factor) هو التناسب بين (أ) مقدار الوقت الذي تكون فيه المحطة منتجةً للطاقة خلال فترة زمنية محددة و(ب) مقدار تلك الفترة الزمنية المحددة.

## تطبيقات
في تقييم أداء محطات الطاقة، معامل التواجدية (بالإنكليزية Availability Factor) هو التناسب بين (أ) مقدار الوقت الذي تكون فيه المحطة منتجةً للطاقة خلال فترة زمنية محددة و(ب) مقدار تلك الفترة الزمنية المحددة. في حال كانت المحطة تعمل بحمل جزئي خلال جزء من ذلك الزمن فمن الممكن طرح هذا الزمن من مدة التواجدية الكلية. يرتبط هذا المعامل بشكل وثيق بتكرارية توقف عمل المحطة نتيجة الأعطال أوالصيانة الدورية.
يجب عدم الخلط بين معامل التواجدية ومعامل الحمل والكفاءة.